# Ken Masauvakalo
Ken Masauvakalo (20 novembre 1984 – 30 dicembre 2009) è stato un calciatore vanuatuano, di ruolo difensore.

## Caratteristiche tecniche
Era un difensore centrale.

## Carriera

### Club
Ha giocato nella prima divisione di Vanuatu.

### Nazionale
Ha debuttato in nazionale il 17 luglio 2007, in Nuova Caledonia-Vanuatu (5-3), in cui ha siglato la rete del momentaneo 5-2. Ha partecipato, con la Nazionale, alla Coppa delle nazioni oceaniane 2008. Ha collezionato in totale, con la maglia della Nazionale, 13 presenze e una rete.